# Acero al manganeso

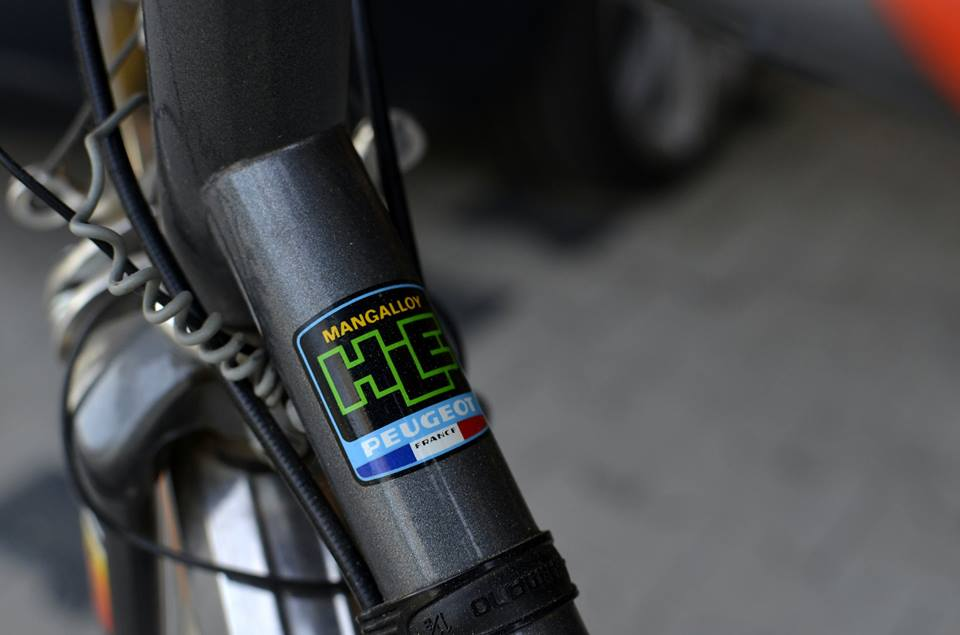
Placa en un cuadro de bicicleta en el que se indica que está fabricado con acero al manganeso

El acero al manganeso (también denominado en la bibliografía anglosajona acero Hadfield o Mangalloy) es un tipo de acero aleado que contiene un promedio de alrededor del 13% de manganeso. Este material es conocido por su alta resistencia al impacto y a la abrasión una vez que ha sido endurecido mecánicamente.

## Propiedades del material
El material es una aleación de acero (hierro que contiene de un 0,8 a 1,25 % de carbono), con una proporción del 11 al 15 % de manganeso. Es un acero no magnético único, con propiedades antidesgaste extremas. El material es muy resistente a la abrasión y su superficie alcanza hasta tres veces su dureza estática en condiciones de impacto sin ningún aumento de su fragilidad, característica esta última que suele estar asociada con la dureza. Esto permite que el acero al manganeso muestre una elevada tenacidad.
La mayoría de los aceros contienen de 0,15 a 0,8 % de manganeso. Las aleaciones de alta resistencia a menudo contienen del 1 al 1,8 % de manganeso. Con un contenido de manganeso de aproximadamente 1,5 %, el acero se vuelve quebradizo y esta característica aumenta hasta alcanzar un contenido de manganeso de aproximadamente del 4 al 5 %. En este punto, el acero se pulverizará con el golpe de un martillo. Un mayor aumento en el contenido de manganeso incrementará tanto la dureza como la ductilidad de la aleación. Con un contenido de manganeso de alrededor del 10 %, el acero permanecerá en su forma austenítica a temperatura ambiente si se enfría correctamente. Tanto la dureza como la ductilidad alcanzan sus puntos más altos con contenidos de manganeso de alrededor del 12 %, dependiendo de otros agentes presentes en la aleación. El principal de estos agentes de aleación es el carbono, porque la adición de manganeso al acero con bajo contenido de carbono tiene poco efecto, pero aumenta drásticamente con el aumento del contenido de carbono. El acero Hadfield original contenía alrededor de 1,0 % de carbono. Otros agentes de aleación pueden incluir metales como níquel y cromo (que se agregan con mayor frecuencia a los aceros austeníticos como estabilizadores de la austenita); molibdeno y vanadio (utilizados en aceros no austeníticos como estabilizadores de la ferrita); o incluso elementos no metálicos como el silicio.
El acero al manganeso presenta unas condiciones de fluencia no muy elevadas, pero sí una tensión de rotura muy alta, normalmente entre 350 y 900 megapascales (MPa), que aumenta rápidamente a medida que se endurece. A diferencia de otras formas de acero, cuando se estira hasta el punto de rotura, el material no se "estecha" (es decir, su sección no se hace más pequeña en el punto más débil) y luego se rompe. En cambio, los cuellos de metal y la tensión mecánica endurecen el material, aumentando la resistencia a la tracción a niveles muy altos, a veces tan altos como 2000 MPa. Esto hace que el material adyacente se estreche, se endurezca y el proceso continúa hasta que toda la pieza es mucho más larga y delgada. El alargamiento típico puede oscilar entre el 18 y el 65 %, según la composición exacta de la aleación y los tratamientos térmicos anteriores. Las aleaciones con contenidos de manganeso que oscilan entre el 12 y el 30 % son capaces de resistir los efectos fragilizadores del frío, a veces a temperaturas en el rango de −196 grados Fahrenheit (−126,7 °C).
Se puede someter a tratamiento térmico, pero el manganeso reduce la temperatura a la que la austenita se transforma en ferrita. A diferencia del acero al carbono, el acero al manganeso se ablanda en lugar de endurecerse cuando se enfría rápidamente, recuperando la ductilidad de una pieza previamente endurecida mecánicamente. La mayoría de los tipos de acero al manganeso están listos para usarse después de un recocido y posterior templado, sin más necesidad de revenido, y generalmente tienen una dureza Brinell normal de alrededor de 200 HB (aproximadamente lo mismo que el acero inoxidable 304), pero, debido a sus singulares propiedades, la dureza ante el punzonamiento tiene muy poco efecto en la determinación de la dureza ante impactos (la resistencia a la abrasión y al golpeo del metal). Otras fuentes señalan que la dureza Brinell básica del acero al manganeso según la especificación original de Hadfield es 220, pero que con el desgaste por impacto la dureza de la superficie aumentará a más de 550.
Muchos de los usos del acero al manganeso a menudo están limitados por su dificultad de mecanizado, y en ocasiones se describe como un material que tiene "cero mecanizabilidad". El metal no se puede ablandar mediante el recocido y se endurece rápidamente con herramientas de corte y esmerilado, lo que generalmente requiere herramientas especiales para mecanizarlo. El material se puede perforar con extrema dificultad usando diamante o carburo. Aunque se puede forjar calentándolo hasta la incandescencia amarilla, puede desmoronarse si se martilla cuando está al rojo vivo, y es mucho más resistente que el acero al carbono cuando se calienta. Se puede cortar con un equipo de soldadura a gas y oxicorte, pero el corte por plasma o el corte con láser son los métodos más usados. A pesar de su extrema dureza y resistencia a la tracción, es posible que el material no siempre sea rígido. También puede dársele forma mediante laminación en frío o doblado en frío.

## Historia

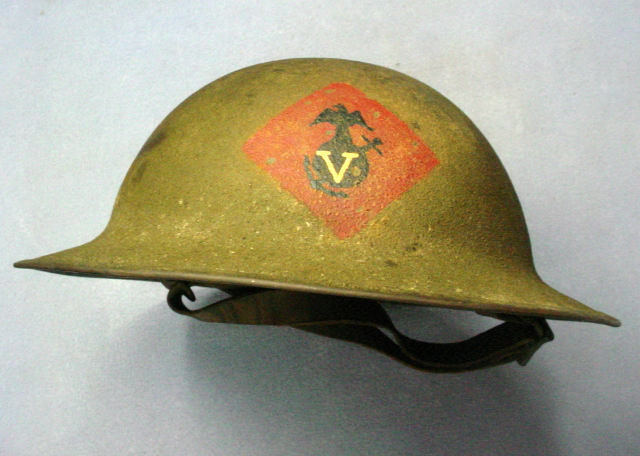
Casco Brodie de la Primera Guerra Mundial, fabricado con acero Hadfield

El acero al manganeso fue inventado por Robert Hadfield en 1882, siendo el primer acero aleado en convertirse en un éxito comercial y exhibir un comportamiento radicalmente diferente al del acero al carbono. Por lo tanto, generalmente se considera que marca el nacimiento de los aceros aleados.
Benjamin Huntsman fue uno de los primeros en comenzar a agregar otros metales al acero. Su proceso de fabricación de acero de crisol, inventado en 1740, fue la primera vez en la que el acero pudo fundirse completamente en un crisol. Huntsman ya había estado usando varios fundentes para ayudar a eliminar las impurezas del acero y pronto comenzó a agregar un arrabio rico en manganeso llamado "Spiegeleisen", que redujo en gran medida la presencia de impurezas en su acero. En 1816, el investigador alemán Carl J. B. Karsten observó que agregar cantidades bastante grandes de manganeso al hierro aumentaría su dureza sin afectar a su ductilidad y tenacidad, pero la mezcla no era homogénea y los resultados del experimento no se consideraron fiables. En aquel momento, "nadie entendía que la verdadera razón por la cual el hierro extraído en Nórico producía un acero tan excelente radicaba en el hecho de que contenía una pequeña cantidad de manganeso no contaminado por fósforo, arsénico o azufre, de forma que era la materia prima del acero al manganeso". En 1860, Henry Bessemer, tratando de perfeccionar su convertidor para la fabricación de acero, descubrió que agregar "spiegeleisen" al acero después de soplarlo ayudaba a eliminar el exceso de azufre y oxígeno. El azufre se combina con el hierro para formar un sulfuro que tiene un punto de fusión más bajo que el acero, lo que genera puntos débiles que impiden la correcta laminación del material. El manganeso generalmente se agrega a la mayoría de los aceros modernos en pequeñas cantidades debido a su poderosa capacidad para eliminar las impurezas.
Hadfield estaba en busca de un acero que pudiera usarse para las ruedas de fundición de los tranvías, un material que exhibiera tanto dureza como tenacidad, ya que los aceros al carbono ordinarios no combinan esas propiedades. El acero puede endurecerse mediante un enfriamiento rápido, pero pierde su tenacidad y se vuelve quebradizo. Las piezas de fundición de acero no suelen enfriarse rápidamente, ya que las formas irregulares pueden deformarse o agrietarse. El acero al manganeso demostró ser extremadamente adecuado para la fundición, ya que no formaba bolsas de gas llamadas "agujeros de soplado" y no mostraba la fragilidad extrema de otras piezas fundidas.
Durante sus experimentos, Hadfield había estado estudiando los resultados de otros investigadores que habían mezclando varios elementos con el acero, como Benjamin Huntsman y A.H. Allen. En ese momento, la fabricación del acero era más un arte que una ciencia, siendo producido por hábiles artesanos que a menudo eran muy reservados. Por lo tanto, no existían datos metalúrgicos sobre el acero antes de 1860, por lo que la información sobre las distintas aleaciones era esporádica y, a menudo, poco fiable. Hadfield se interesó en la adición de manganeso y silicio. La Compañía Terre Noire había creado una aleación llamada "ferro-manganeso", que contenía hasta un 80% de manganeso. Hadfield comenzó mezclando ferromanganeso con acero de crisol y silicio, produciendo una aleación con el 7,45 % de manganeso, pero el material no era satisfactorio para sus propósitos. En su siguiente intento, dejó de lado el silicio y agregó más ferro-manganeso a la mezcla, logrando una aleación con 1,35% de carbono y 13,76% de manganeso. Al crear el acero al manganeso probó el material pensando que los resultados debían haber sido erróneos. Parecía opaco y suave, con un lustre submetálico similar en apariencia al del plomo, pero que melló los dientes a su lima. No parecía adecuado para ser afilado y usarse en herramientas de corte, pero no podía seccionarse con sierras ni macanizarse en un torno. No era magnético a pesar de contener más del 80% de hierro y tenía una resistencia eléctrica muy alta. Los intentos de pulirlo simplemente vidriaban y pulían la superficie. Lo más sorprendente es que cuando se calentaba y templaba, se comportaba de manera casi opuesta al acero al carbono simple. Después de realizar varios cientos de pruebas, se dio cuenta de que debían ser correctas, aunque la razón de la combinación de dureza y tenacidad desafió cualquier explicación en ese momento. Hadfield escribió: "¿Hay algún caso similar a este entre otras aleaciones de hierro, si se puede usar el término aleación? Ningún tratado metalúrgico se refiere a esta aleación... Posiblemente cuando se entienda mejor la naturaleza de las leyes que rigen las aleaciones, resultará ser solo uno de los otros casos similares...".
La invención de Hadfield fue la primera aleación de acero que demostró diferencias considerables en las propiedades en comparación con el acero al carbono. En la era moderna, se sabe que el manganeso inhibe la transformación de la fase austenítica maleable en martensita dura y quebradiza que tiene lugar para los aceros normales cuando se templan. La austenita de los aceros Hadfield es termodinámicamente inestable y se transformará en martensita cuando se someta a un impacto mecánico, formando así la capa superficial dura.
Hadfield patentó su acero en 1883, pero pasó los siguientes cinco años perfeccionando la mezcla, por lo que no la presentó al público hasta 1887. Finalmente se decidió por una aleación que contenía de 12 a 14 % de manganeso y 1,0 % de carbono, que era lo suficientemente dúctil para moldearla, pero tan fuerte que no se podía cortar. Se convirtió en el primer acero aleado en volverse comercialmente viable. Hadfield originalmente comercializó su acero para uso en ferrocarriles y tranvías, pero rápidamente comenzó a producirlo para todo tipo de elementos, desde hojas de sierra hasta cajas fuertes.

## Empleo
El acero al manganeso se utiliza en la industria de la minería, hormigoneras, trituradoras, aparatos de vía ferroviarios, bandas de rodadura para vehículos sobre orugas y otros entornos abrasivos. También se utiliza en entornos de alto impacto, como dentro de las máquinas de granallado. Estas aleaciones están encontrando nuevos usos como aceros en procesos de criogenia, debido a su alta resistencia a muy bajas temperaturas.